# Marion (Iowa)
Marion és una població dels Estats Units a l'estat d'Iowa. Segons el cens del 2007 tenia 32.172 habitants.
La ciutat va rebre el nom de Francis Marion, un heroi de la Guerra de la Independència. Des del 1839 va ser elegida capital del nou comtat de Linn, tot i que posteriorment una votació del 1919 va canviar la capitalitat a la veïna Cedar Rapids. A partir de 1864 l'estació ferroviària de Marion va formar part de la línia entre Milwaukee i Saint Paul, més tard coneguda com la Milwaukee Road. El 1905 les Germanes de la Misericòrdia van establir a Marion un internat infantil (Berchman's Seminary), que va tancar el 1942.

## Demografia
Segons el cens del 2000, Marion tenia 26.294 habitants, 10.458 habitatges, i 7.174 famílies. La densitat de població era de 846 habitants/km².
Dels 10.458 habitatges en un 34,5% hi vivien nens de menys de 18 anys, en un 57,1% hi vivien parelles casades, en un 8,4% dones solteres, i en un 31,4% no eren unitats familiars. En el 26% dels habitatges hi vivien persones soles el 7,9% de les quals corresponia a persones de 65 anys o més que vivien soles. El nombre mitjà de persones vivint en cada habitatge era de 2,47 i el nombre mitjà de persones que vivien en cada família era de 3.
Per edats la població es repartia de la següent manera: un 26,4% tenia menys de 18 anys, un 8,2% entre 18 i 24, un 31,9% entre 25 i 44, un 22,2% de 45 a 60 i un 11,4% 65 anys o més.
L'edat mediana era de 35 anys. Per cada 100 dones de 18 o més anys hi havia 91,1 homes.
La renda mediana per habitatge era de 48.591 $ i la renda mediana per família de 59.110 $. Els homes tenien una renda mediana de 40.766 $ mentre que les dones 26.241 $. La renda per capita de la població era de 23.158 $. Entorn del 3,9% de les famílies i el 5,2% de la població estaven per davall del llindar de pobresa.

## Poblacions més properes
El següent diagrama mostra les poblacions més properes.